# 郭英
郭英（1335年—1403年），明朝军事将领。濠州（今安徽鳳陽）人。鞏昌侯郭興亲弟，郭宁妃兄。
郭英早年与兄长郭兴从朱元璋起兵，负责宿卫。先后跟随朱元璋、徐达、常遇春攻打陈友谅、张士诚，平定中原、云南等地。洪武十七年（1384年）封武定侯。郭英身经大小五百余战，总计擒斩获俘人马一十七万余，身被七十余伤。因郭宁妃是他的同胞妹妹，因而备受朱元璋恩宠。靖难之役时，跟随朝廷大军征讨燕王朱棣无功。永乐元年（1403年）逝世，追赠营国公，谥威襄。

## 生平

### 早年经历
郭英十八岁与郭興一同跟随朱元璋。朱元璋十分赏识他，命他在军帐里值宿，称呼他为“郭四”。至正十四年（1354年），郭英跟从朱元璋进攻定远。此后攻克滁州、和州、采石、太平，征讨陈友谅，参加鄱阳湖之战，均立下战功。至正二十四年（1364年），郭英随大军进攻武昌，陈汉将领陈同佥拿着长矛杀入，朱元璋要郭英杀了他，并穿上他的战袍。攻岳州，击败援兵，还攻克庐州、襄阳等地。郭英被任命为骁骑卫千户。随后参加进攻张士诚，攻克淮安、濠州、安丰，郭英又被晋升为指挥佥事。

### 洪武年间
至正二十七年（1367年），郭英又跟从徐达北伐中原，随常遇春进攻太原，扩廓帖木儿败逃，挥师下兴州、大同。从沙净州渡黄河，占领西安、凤翔、巩昌、庆阳，乘胜追击，在乱山击败贺宗哲。郭英被晋升为本卫指挥副使。攻克定西，讨伐察罕脑儿，攻克登宁州，杀元军两千，被晋升为河南都指挥使。当时郭英的妹妹入宫做了宁妃，郭英正准备上任，朱元璋命宁妃在宫里举行宴会为他饯行，并赏赐白金二十罂，马匹二十匹。郭英在任时，安抚流亡，出安民告示，对民众加以约束，因而境内社会秩序良好。洪武九年（1376年），郭英调往北平镇守，洪武十三年被召回，晋升为前军都督府佥事。
洪武十四年（1381年），郭英跟从颍川侯傅友德进攻云南，与陈桓、胡海分道进攻赤水河路。当时连日暴雨，河水猛涨，郭英伐木做舟，趁黑夜渡河，拂晓抵达元军营地，元军大惊，溃不成军，乌撒和阿容等人被擒。攻克曲靖、陆凉、越州、关索岭、椅子寨，大理、金齿、广南等地降服，平定诸山寨。洪武十六年，郭英再次随友德平定蒙化、邓川，渡过金沙江，攻取北胜、丽江。前后杀一万三千余人，俘二千余人，缴获精良的战甲数万，战船一千多艘。
洪武十七年（1384年），郭英被封为武定侯，食禄二千五百石，给予世券。洪武十八年，被加封为靖海将军，镇守辽东。洪武二十年，郭英跟从大将军冯胜出金山，纳哈出投降，郭英被晋升为征虏右副将军。又随蓝玉到捕鱼儿海。大军班师回朝后，赏赐非常丰厚。郭英回到故乡休息。第二年，郭英被召入京城，受命操练皇室禁军。洪武三十年（1397年），副征西将军耿炳文征战陕西，平定了沔县叛军高福兴。等到部队回朝，御史裴承祖就以郭英私养家奴一百五十余人的罪名弹劾他，同时还告郭英擅自杀官家奴男女五人。然而朱元璋不予追究。佥都御史张春等人抓住不放，朱元璋只好命诸戚里大臣商议郭英的罪状。议定上报后，朱元璋最终又宽容了郭英。

### 建文年间
建文时期，郭英参加靖难之役，随耿炳文、李景隆讨伐燕王朱棣。白沟河之战中，朝廷军战败，李景隆向南撤退，郭英等向西撤退。靖难之役后，郭英罢官回归故里。永乐元年（1403年），郭英去世，终年六十九岁。追封营国公，谥号威襄。郭英对朋友很忠义，精通史书，统率军队纪律严明，对朱元璋十分忠诚。又因为宁妃的缘故，他得到的恩宠尤多，这是诸功臣望尘莫及的。嘉靖十六年（1537年），配享太庙。

### 子孙争斗
郭英元配马氏无子，有庶子十二人。妾何氏庶长子郭镇，尚明太祖之女永嘉公主。妾严氏生庶次子郭铭，郭铭早逝，郭铭之妻徐氏将二女献给皇家做妾，长女为明仁宗贵妃，永乐二十二年（1424年）八月，仁宗登基，郭贵妃恃宠而骄，身为郭贵妃之妹的汉王朱高煦之妾郭氏同样有不敬汉王妃的记录， 因为两位给皇室做妾的女儿，次子郭铭一房越过长子郭镇一房袭爵。郭贵妃授意对亲祖母严氏优待，使仅为郭英妾室的严氏以“营国公夫人”自居，甚至对郭镇之妻永嘉公主不敬。十一月追封郭铭为武定侯，并令郭铭次子郭玹袭武定侯，引发郭镇与郭銘两房此后百年多围绕着爵位的争斗。最终爵位回到长子郭镇一房。

## 家庭

### 妻妾
郭英元配马氏无子。有记录的妾室有何氏、严氏、高氏、刘妙祥四人，共生有五子。其余儿子:55—56和女儿的生母均不可考。
妾何氏生庶长子郭镇，尚明太祖之女永嘉公主，有一子郭珍。郭镇在郭英之前逝世。永乐年间，到郭珍可以承继武定侯爵位的年龄时，这一爵位已“以事停袭”:59。
妾严氏生庶次子郭铭。建文帝被明成祖推翻后，泗州向明成祖投降，郭铭自杀殉主。郭铭长女郭氏为明仁宗贵妃，次女郭氏为汉王朱高煦妾。明仁宗登基当年，张皇后父兄和郭贵妃父兄同因“戚恩”受封。永乐二十二年十一月，明仁宗追封郭铭为武定侯，并令郭铭次子郭玹袭武定侯，郭英妾、郭玹母严氏受封“营国公夫人”。日后，永嘉公主以“勋旧”之义，要求其子郭珍承袭武定侯爵位，引发郭镇与郭銘两房此后百年多围绕着爵位的争斗。最终爵位回到长子郭镇一房:59—61。

### 子女
子十二人，女九人:55。
- 长子，郭镇，母何氏[12]:56，尚永嘉公主。
  - 郭珍，郭镇和永嘉公主之子。
- 次子，郭铭，母严氏[12]:56，辽王府典宝，追封武定侯。妻子徐氏为徐達堂姐妹。
  - 郭氏，郭铭之女，明仁宗贵妃。
  - 郭氏，郭铭之女，汉王朱高煦妾室。
  - 郭琮，母徐氏，郭铭长子
  - 郭玹，母徐氏，郭铭次子，袭武定侯。
- 某子，郭镛，母严氏[12]:56，中军都督府右都督。
- 某子，郭，中都副留守；
- 某子，郭钥，散骑舍人；
- 某子，郭铨
- 某子，郭锜（郭杞）
  - 郭武
  - 郭愛
  - 郭理
  - 郭登
- 某子，郭钰，母高氏[12]:56，赠尚宝司丞；
- 某子，郭钫，母刘妙祥，旗守卫指挥使[12]:55。
- 某子，郭镔
- 某子，郭钢
- 长女，郭氏，府軍衛指揮僉事藺瑜妻[14]
- 某女，郭氏，濟寧衛指揮使戈某妻[14]
- 某女，郭氏，辽王朱植妃[14]
- 某女，郭氏，府軍衛指揮僉事趙斌妻[14]
- 某女，郭氏，郢王朱栋妃[14]
- 某女，郭氏，金吾右衛指揮同知范聚妻[14]